# Telmisartán
El telmisartán es un antihipertensivo no-peptídico tipo ARAII (antagonista de los receptores de angiotensina II), indicado en el tratamiento de la hipertensión arterial. El telmisartán reduce la presión arterial entre 6 y 12 mm Hg, aunque no se observan disminuciones mayores con dosis más elevadas del medicamento. En casos que se requiera disminuir la presión arterial más allá del límite del telmisartán, se ha encontrado que el añadir hidroclorotiazida, un diurético, logra producir una mayor reducción en las cifras tensionales. Los efectos antihipertensivos comienzan dentro de las primeras 3 horas de la administración del medicamento.

## Farmacología
Por lo general, los bloqueantes del receptor de la angiotensina II, tal como el telmisartán, se unen directamente al receptor de la angiotensina tipo 1 (AT1) con gran afinidad, inhibiendo la acción de la hormona angiotensina II sobre el músculo liso, últimamente causando reducción en la presión arterial. Ciertos estudios de fecha reciente sugieren que el telmisartán puede tener también propiedades agonistas sobre el PPARγ confiriendo posibles beneficios metabólicos y antifibróticos.
Después de la ingestión oral de termisartán, las concentraciones plasmáticas alcanzan un máximo entre 0,5 y 1 hora con una biodisponibilidad absoluta dependiente de la dosis administrada. A una dosis de 40 mg se alcanza una biodisponibilidad de 40%, mientras que a una dosis de 160 mg se logra una biodisponibilidad del 58%, la cual es solo levemente afectada por la comida. Su vida media de 24 horas permite la administración de dosis diarias. La excreción renal no contribuye a la eliminación del telmisartán, por lo que no se requiere una reducción en la dosificación en pacientes con enfermedad renal leve o moderada, ni en ancianos.
Dado que las isoenzimas del citocromo P450 (CYP) no están involucradas en el metabolismo del telmisartán, no se espera que existan interacciones con drogas que inhiben o que son metabolizados también por las CYP, con la posible excepción de las interferencias con el metabolismo de drogas que son metabolizadas por el CYP2C19. El telmisartán aumenta la concentración pico y mínima de digoxina en un 49% y 20% respectivamente. No se evidencian cambios del INR, es decir, cambios en la coagulación, cuando se administran la warfarina con el telmisartán.

## Nombres comerciales
- Sactan
- Cordiax AM (Telmisartán/amlodipino)
- Cordiax (Telmisartán)
- Micardis
- Micardis AMLO
- Temisar
- Temisar Plus
- Renangio
- Renangio Plus
- Corasol-D (Telmisartán/Hidroclorotiazida)

## Interacciones[4]
- Diuréticos: A dosis elevadas pueden generar hipovolemia e hipotensión. Suele ser suspendido el diurético de 2-3 días antes de comenzar el tratamiento con Telmisartán.
- Medicamentos que producen hiperpotasemia: IECA, diuréticos ahorradores de potasio, ciclosporina, heparinasodica, AINE, trimetropim y suplementos de potasio, aumentan el riesgo de hiperpotasemia cuando se toman conjuntamente.
- IECA: Puede generar un mayor riesgo de hiperpotasemia, hipotensión y fallo renal (sobre todo en pacientes con nefropatía diabética), es por ello que no se recomienda la asociación.
- Corticoides sistémicos: Disminuyen el efecto hipotensor del telmisartán.
- AINE: Pueden influir sobre el efecto antihipertensivo ya que algunos bloquean la síntesis de prostaglandinas renales.
- Litio: Los ARA-II pueden aumentar el nivel plasmático de litio y el riesgo de toxicidad, probablemente por reducir su excreción renal. Su uso conjunto no está recomendado.

## Precauciones[4]
- Hiperaldosteronismo primario: Los medicamentos que inhiben el sistema renina-angiotensina no son eficaces en estos pacientes.

- Potasio: Los ARA-II tienden a aumentar el potasio sérico, especialmente en pacientes con insuficiencia renal y/o cardiaca.
- Estenosis aórtica o mitral, cardiomiopatía hipertrófica obstructiva: Se recomienda precaución debido a su efecto vasodilatador.

## Efectos adversos

#### Efectos cardiovasculares
- Angina de pecho
- Fibrilación auricular
- Bradiarritmia
- Insuficiencia cardíaca congestiva
- Edema dependiente Hipotensión inducida por fármacos Edema

#### Efectos dermatológicos
- Prurito
- Urticaria
- Vasculitis urticaria

#### Efectos hematológicos
- Anemia
- Recuento de eosinófilos elevado
- Trombocitopenia

#### Efectos renales
- Insuficiencia renal aguda
- Cistitis
- Insuficiencia renal
- Resumen
- Enfermedad infecciosa del tracto urinario[5]